# Filip I Brabancki
Filip I, zwany czasem Filipem z Saint-Pol (ur. 25 lipca 1404 w Leuven, zm. 4 sierpnia 1430) – hrabia Ligny i Saint-Pol w latach 1415–1430, książę Brabancji, Lothier i Limburgii w latach 1427–1430.

## Życiorys
Był młodszym synem Antoniego I Brabanckiego i jego pierwszej żony, Joanny z Saint-Pol. Po śmierci dziadka ze strony matki, Waleriana III, hrabiego Ligny, odziedziczył hrabstwa Ligny i Saint-Pol. W 1420 roku został ogłoszony przez mieszkańców Brabancji, niezadowolonych z rządów jego brata Jana IV regentem (ruwaard) Brabancji. W 1421 roku, pogodził się z bratem i zrzekł się regencji. W 1427, po śmierci brata, odziedziczył tytuły księcia Brabancji, Lothier i Limburgii. Był ostatnim niezależnym władcą Brabancji, gdyż po jego śmierci księciem Brabancji został Filip II Dobry i Brabancja została włączona do Państwa Burgundzkiego.

## Rodzina
Jego żoną była Jolanta Andegaweńska. Nie miał z nią potomstwa, za to miał wiele nieślubnych dzieci, w tym Antona Brabanckiego (1429–1498), ze związku z Barbele Fierens, który brał udział w Zdobyciu Dordrechtu (1481).